# NGC 1331
NGC 1331 est une petite galaxie elliptique située dans la constellation de l'Éridan. NGC 1331 a été découverte par l'astronome germano-britannique William Herschel en 1799. Cette galaxie a aussi été observée par l'astronome français Guillaume Bigourdan le 3 décembre 1888 et elle a été ajoutée à l'Index Catalogue sous la désignation IC 324.

## Caractéristiques
Sa vitesse par rapport au fond diffus cosmologique est de 1 074 ± 22 km/s, ce qui correspond à une distance de Hubble de 15,8 ± 1,2 Mpc (∼51,5 millions d'al).
À ce jour, quatre mesures non basées sur le décalage vers le rouge (redshift) donnent une distance de 20,050 ± 4,268 Mpc (∼65,4 millions d'al), ce qui est à l'intérieur des valeurs de la distance de Hubble. Notons cependant que c'est avec la valeur moyenne des mesures indépendantes, lorsqu'elles existent, que la base de données NASA/IPAC calcule le diamètre d'une galaxie et qu'en conséquence le diamètre de NGC 1331 pourrait être d'environ 7,17 kpc (∼23 400 al) si on utilisait la distance de Hubble pour le calculer. 

## Groupe de NGC 1395 et l'amas de l'Éridan
NGC 1331 fait partie du groupe de NGC 1395. Ce groupe fait partie de l'amas de l'Éridan et il comprend au moins 31 galaxies, dont NGC 1315, NGC 1325, NGC 1332, NGC 1347, NGC 1353, NGC 1371, NGC 1377, NGC 1385, NGC 1395, NGC 1401, NGC 1414, NGC 1415, NGC 1422, NGC 1426, NGC 1438, NGC 1439, IC 1952, IC 1953 et IC 1962.